# Aloe gracilicaulis
Aloe gracilicaulis ist eine Pflanzenart der Gattung der Aloen in der Unterfamilie der Affodillgewächse (Asphodeloideae). Das Artepitheton gracilicaulis leitet sich von den lateinischen Worten gracilis für ‚schlank‘ sowie caulis für ‚Stamm‘ ab und verweist auf die schlanken Triebe der Art.

## Beschreibung

### Vegetative Merkmale
Aloe gracilicaulis wächst stammbildend, ist einfach oder verzweigt von der Basis aus. Der Stamm erreicht eine Länge von bis zu 4 Meter. An seiner Basis ist er 8 bis 10 Zentimeter dick. Darüber beträgt der Durchmesser etwa 6 Zentimeter. Auf den obersten 30 bis 50 Zentimetern ist der Stamm mit den Resten toter Blätter bedeckt. Die etwa 20 schwertförmig-spitzen Laubblätter bilden Rosetten. Die graugrüne Blattspreite ist 50 bis 60 Zentimeter lang und 8 Zentimeter breit. Der 1 Millimeter breite, weiße Blattrand ist knorpelig. Die stumpfen, weißen Zähne am Blattrand sind 1 Millimeter lang und stehen 2 bis 10 Millimeter voneinander entfernt.

### Blütenstände und Blüten
Der Blütenstand besteht aus etwa zehn Zweigen und erreicht eine Länge von 60 Zentimeter. Die unteren Zweige sind nochmals verzweigt. Die ziemlich dichten, zylindrischen Trauben sind 5 bis 6 Zentimeter lang und 5 Zentimeter breit. Die eiförmig-spitzen Brakteen weisen eine Länge von 3 Millimeter auf und sind 2 Millimeter breit. Die gelben Blüten stehen an 5 bis 6 Millimeter langen Blütenstielen. Die Blüten sind 18 Millimeter lang und an ihrer Basis gerundet. Auf Höhe des Fruchtknotens weisen die Blüten einen Durchmesser von 5 Millimeter auf. Darüber sind sie zur Mündung leicht erweitert. Ihre äußeren Perigonblätter sind auf einer Länge von 12 Millimetern nicht miteinander verwachsen. Die Staubblätter und der Griffel ragen 3 bis 5 Millimeter aus der Blüte heraus.

## Systematik und Verbreitung
Aloe gracilicaulis ist in Somalia auf trockenem Buschland in Höhen von 1100 bis 1300 Metern verbreitet. Die Art ist nur aus einem kleinen Gebiet um den Typusfundort bekannt.
Die Erstbeschreibung durch Gilbert Westacott Reynolds und Peter René Oscar Bally wurde 1958 veröffentlicht.

## Nachweise